# NGC 3998
NGC 3998 ist eine Linsenförmige Galaxie vom Hubble-Typ S0 mit aktivem Galaxienkern im Sternbild Großer Bär am Nordsternhimmel. Sie ist schätzungsweise 51 Millionen Lichtjahre von der Milchstraße entfernt und hat einen Durchmesser von etwa 40.000 Lichtjahren. Gemeinsam mit NGC 3990 bildet sie das Galaxienpaar Holm 310. Sie ist Mitglied des Ursa-Major-Galaxienhaufens und der NGC 3631-Gruppe (LGG 241).

Im selben Himmelsareal befinden sich u. a. die Galaxien NGC 3972, NGC 3977, NGC 3982.
Das Objekt wurde am 14. April 1789 von Wilhelm Herschel entdeckt.